# مؤسسة بناء وإصلاح السفن
مؤسسة بناء وإصلاح السفن هي شركة جزائرية متخصصة في الدفاع البحري والصناعة المدنية. 

## الأنشطة

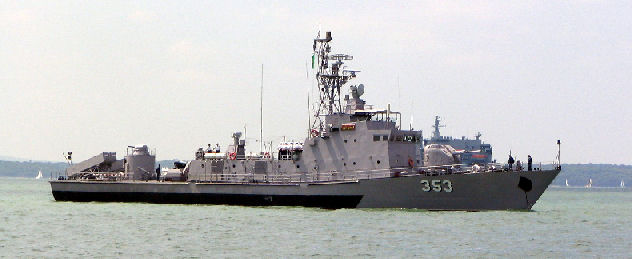
كورفيت القرش من فئة جبل شنوة عام 2006

تأسست المؤسسة عام 1977 في وهران بالجزائر وهي مملوكة بالكامل للدولة.
تتخصص المؤسسة في بناء السفن للقطاع العسكري والمدني مثل السفن الحربية، وسفن الصيد بطول 12 مترًا، وزوارق السردين بطول 16 مترًا، ولونشات المرافق بطول 12 مترًا، وزوارق الدورية السريعة بطول 37.5 مترًا، والقاطرات من 800 إلى 1500 حصان، والأرصفة العائمة سعة 500 طن. 

## المواقع
لدى المؤسسة 5 مواقع في ثلاث مدن:
- المرسى الكبير: حوض المرسى الكبير لبناء السفن
- عنابة
- بني صاف

## انظر كذلك
- اقتصاد الجزائر
- الجيش الوطني الشعبي الجزائري